# Rest In Sleaze
Rest in Sleaze es el álbum debut de la banda sueca de Glam metal Crashdïet. Fue lanzado oficialmente el 24 de agosto del 2005, alcanzando el puesto 12 en la lista de álbumes suecos en la semana de su lanzamiento, es considerado un hito en la historia del Sleaze y el Glam metal, por ser el álbum icono de la resurrección de dichos géneros en los años 2000.

## Lista de canciones
| N.º | Título                     | Letras      | Música               | Duración |  |
| 1.  | «Knokk 'Em Down»           | Dave Lepard | Dave Lepard          | 3:36     |  |
| 2.  | «Riot in Everyone»         | Lepard      | Martin Sweet, Lepard | 3:57     |  |
| 3.  | «Queen Obscene / 69 Shots» | Lepard      | Lepard               | 3:45     |  |
| 4.  | «Breakin' the Chainz»      | Lepard      | Sweet, Lepard        | 3:01     |  |
| 5.  | «Needle in Your Eye»       | Lepard      | Sweet, Lepard        | 3:48     |  |
| 6.  | «Tikket»                   | Lepard      | Lepard               | 3:33     |  |
| 7.  | «Out of Line»              | Lepard      | Lepard               | 3:42     |  |
| 8.  | «It's a Miracle»           | Lepard      | Sweet, Lepard        | 3:29     |  |
| 9.  | «Straight Outta Hell»      | Lepard      | Sweet, Lepard        | 2:59     |  |
| 10. | «Back on Trakk»            | Lepard      | Sweet, Lepard        | 3:40     |  |

| Bonus tracks de la versión Japonesa |                                          |        |               |          |  |
| N.º                                 | Título                                   | Letras | Música        | Duración |  |
| 11.                                 | «Tomorrow» (Demo)                        | Lepard | Lepard        | 4:10     |  |
| 12.                                 | «Riot in Everyone» (Demo)                | Lepard | Sweet, Lepard | 4:11     |  |
| 13.                                 | «Riot in Everyone» (Video)               |        |               | 3:56     |  |
| 14.                                 | «Private Shit» (Exclusive Video Footage) |        |               | 9:06     |  |

- Datos: Q2525472